# Jimmy Hare
Pour les articles homonymes, voir Hare.
Jimmy Hare, né le 3 octobre 1856 à Londres et mort le 24 juin 1946 à Teaneck dans le New Jersey aux États-Unis, est un photo-journaliste et photographe de guerre anglais actif au Royaume-Uni puis aux États-Unis. Il a été le photographe de cinq conflits armés internationaux ; ses photo-reportages ont largement contribué au succès du magazine américain Collier's.

## Biographie

### Formation et début de carrière
James Henry Hare ou James H. Hare, dit Jimmy Hare, est le fils d'un ébéniste londonien, George Hare, qui, après avoir exercé avec succès le métier d'ébéniste, est devenu un fabricant d'appareils photographiques prospère. Hare commence des études au St. John's College à Londres, qu'il interrompt volontairement au bout d'un an pour devenir apprenti dans le magasin d'appareils photo de son père. En 1879, Hare et son père s'opposent sur la stratégie commerciale, Hare soutenant contre l'avis de son père qu'ils devraient désormais fabriquer des appareils photo portatifs plus petits et plus maniables. Il quitte l'entreprise paternelle, est embauché par une autre société londonienne ; le 2 août, il épouse Ellen Crapper avec qui il a cinq enfants.
Il commence à se désintéresser de la fabrication et du commerce d'appareils photo et s'adonne à la photographie en amateur ; il vend ses travaux à diverses revues londoniennes. En 1889, il devient conseiller technique pour E. & H. T. Anthony & Company et quitte Londres pour s'installer à New York, dans le quartier de Brooklyn, où il vivra jusqu'à la fin de sa vie. Il travaille pendant un certain temps comme photographe indépendant et, en 1895, il devient photographe à plein temps pour le magazine The Illustrated American (en). Hare photographie les événements sportifs à New York et quelques événements politiques comme l’investiture du président William McKinley en 1897.

### Photographe de guerre
En janvier 1898, un incendie détruit le siège de l'Illustrated American ; le 15 février, Hare propose ses services au Collier's Weekly pour photographier l'épave du cuirassé américain Maine qui vient de couler à la suite d'une explosion dans la baie de La Havane à Cuba, ce qui déclenche en août la guerre hispano-américaine. Avec un appareil portable, Hare réalise plusieurs photographies extrêmement réalistes, comme celle du Transport des blessés pendant la bataille de San Juan le 1er juillet 1898. Le Collier's publie dans son numéro du 12 mars huit photographies de l'épave du Maine prises par Hare, puis 28 photographies dans le numéro suivant sans citer le nom du photographe ; le 30 avril, Hare publie sous son nom un article From the front. An Illustrated Bulletin of the Week’s War News ; en mai et juin, Hare est cité comme photographe de l’équipe de rédaction (staff photographer). Le magazine utilise les photographies de Hare pour soutenir ce conflit controversé, photographies qui font augmenter son tirage de façon spectaculaire.

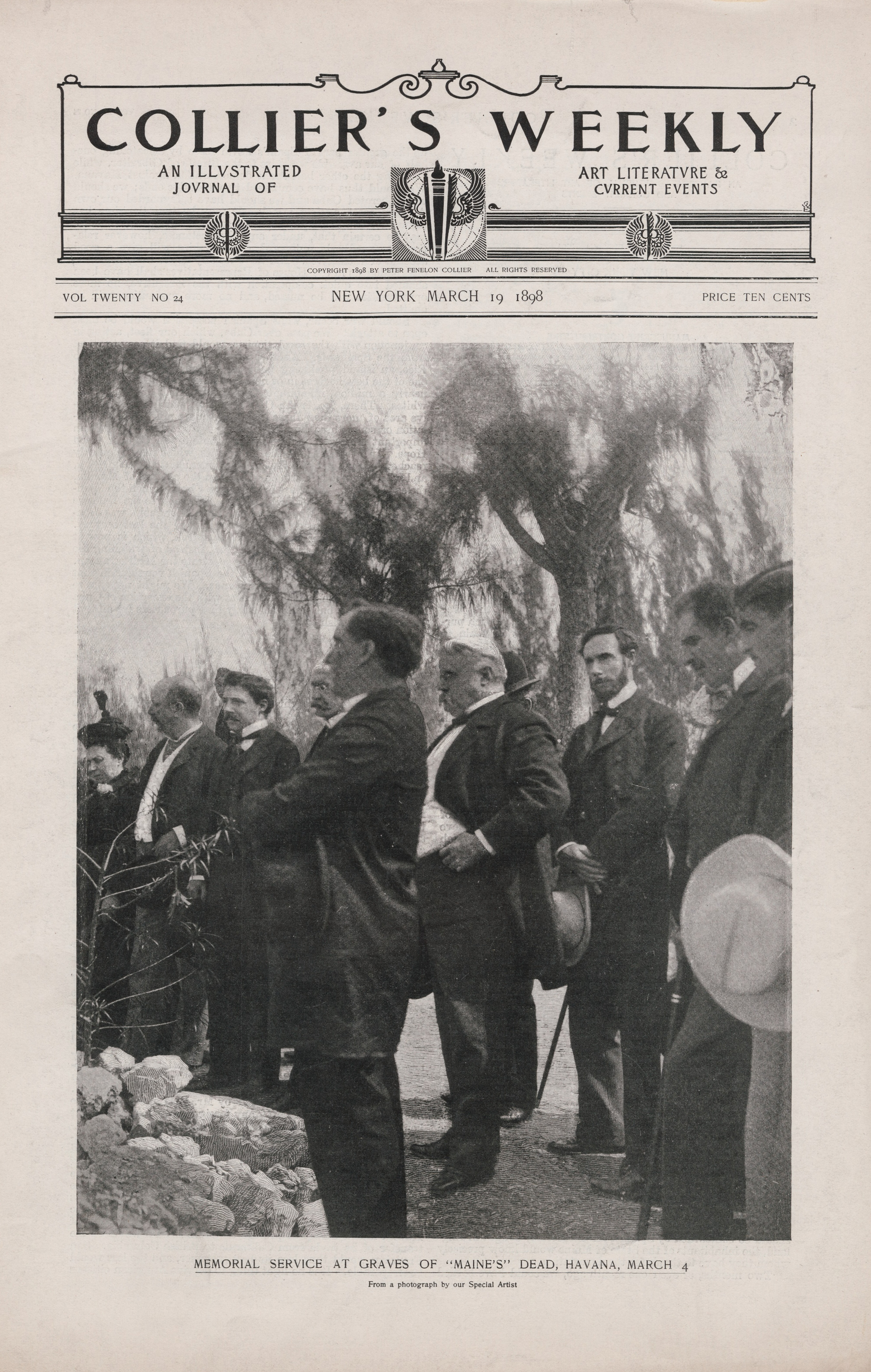
Page de couverture du Collier's Weekly, 19 mars 1898, avec la photographie prise par Hare lors du service commémoratif pour les morts du à La Havane le 4 mars.

Après la guerre hispano-américaine, Jimmy Hare photographie quatre autres conflits internationaux : la guerre russo-japonaise en 1904-1905 ; la révolution mexicaine en 1911 et en 1914, ; la première guerre balkanique en 1912-1913 et la première guerre mondiale. Deux de ces conflits sont particulièrement marquants dans sa carrière de photographe de guerre.

#### Laguerre russo-japonaiseen 1904-1905
Hare suit l'armée japonaise et photographie notamment la bataille du fleuve Yalou les 30 avril et 1er mai 1904 et celle de la rivière Cha du 5 au 17 octobre 1904, ; de nombreux clichés de Hare sont publiés dans le Collier's, ainsi qu'en France dans la revue L'Illustration et dans la presse quotidienne comme le journal le Matin, en Allemagne dans le Berliner Illustrirte Zeitung et Die Woche, et en Grande-Bretagne dans The Illustrated London News,.
Hare retourne aux États-Unis à la fin de l'année 1904. En février 1905, Frederick Palmer, journaliste au Collier’s Weekly, lui consacre un article dans la revue About ‘Jimmy’ Hare où il souligne ses qualités de photographe et son engagement à fournir des images toujours plus proches de l’action. En mars 1905, un journaliste de L'Illustration, Gustave Babin, constate que les clichés envoyés du front par Jimmy Hare ont bousculé les représentations traditionnelles de la guerre : il cherche à « donner ici la vision authentique des péripéties de la campagne actuelle [...] Il n’aura échappé à personne combien cette image de la guerre, fidèlement enregistrée par l’objectif, incapable d’un mensonge ou d’une complaisance, est inattendue, lointaine des tableaux épiques qui nous la montraient autrefois »,. Les clichés envoyés par Hare du front russo-japonais ont bousculé les représentations traditionnelles de la guerre.

#### LaPremière Guerre mondiale
Lors de ce dernier conflit, Hare apprend en 1914 que Collier's, son employeur de longue date, ne l'enverra pas en Europe ; il contacte alors le magazine Leslie's Weekly pour proposer ses services ; Leslie's Weekly l'engage et l'envoie en Angleterre. Pendant cette guerre, il photographie, entre autres sujets, des soldats américains, britanniques, canadiens et italiens, la ville portuaire grecque de Thessalonique, des hôpitaux militaires comme celui installé au Grand Palais à Paris, les civils fuyant Anvers, les funérailles des morts du Lusitania en 1915 et l'American Ambulance Hospital à Neuilly-sur-Seine.

### Fin de carrière
Outre la photographie de guerre, Jimmy Hare a pris de nombreuses photographies de l'évolution des avions et des premiers aviateurs ; il est notamment le premier journaliste à prendre en mai 1908 la photo d'un avion en vol aux États-Unis, le Wright Flyer III à Kill Devil Hills, en Caroline du Nord. Il a également photographié les présidents américains, les scouts, Haïti et d'autres lieux d'Amérique latine, ainsi que des sites religieux et archéologiques au Moyen-Orient.
Après 1922, Hare fait peu de photographie mais donne régulièrement des conférences. Il prend sa retraite en 1929. Il est nommé en 1939 président honoraire de l'association de journalistes Overseas Press Club of America qui vient d'être créée et qui regroupe les correspondants de presse américains à l'étranger.
Le 24 juin 1946, Jimmy Hare meurt à l'âge de 89 ans chez l'une de ses filles à Teaneck, dans le New Jersey.

## Collections
- Harry Ransom Center (en), Université du Texas, Austin[14].

## Galerie

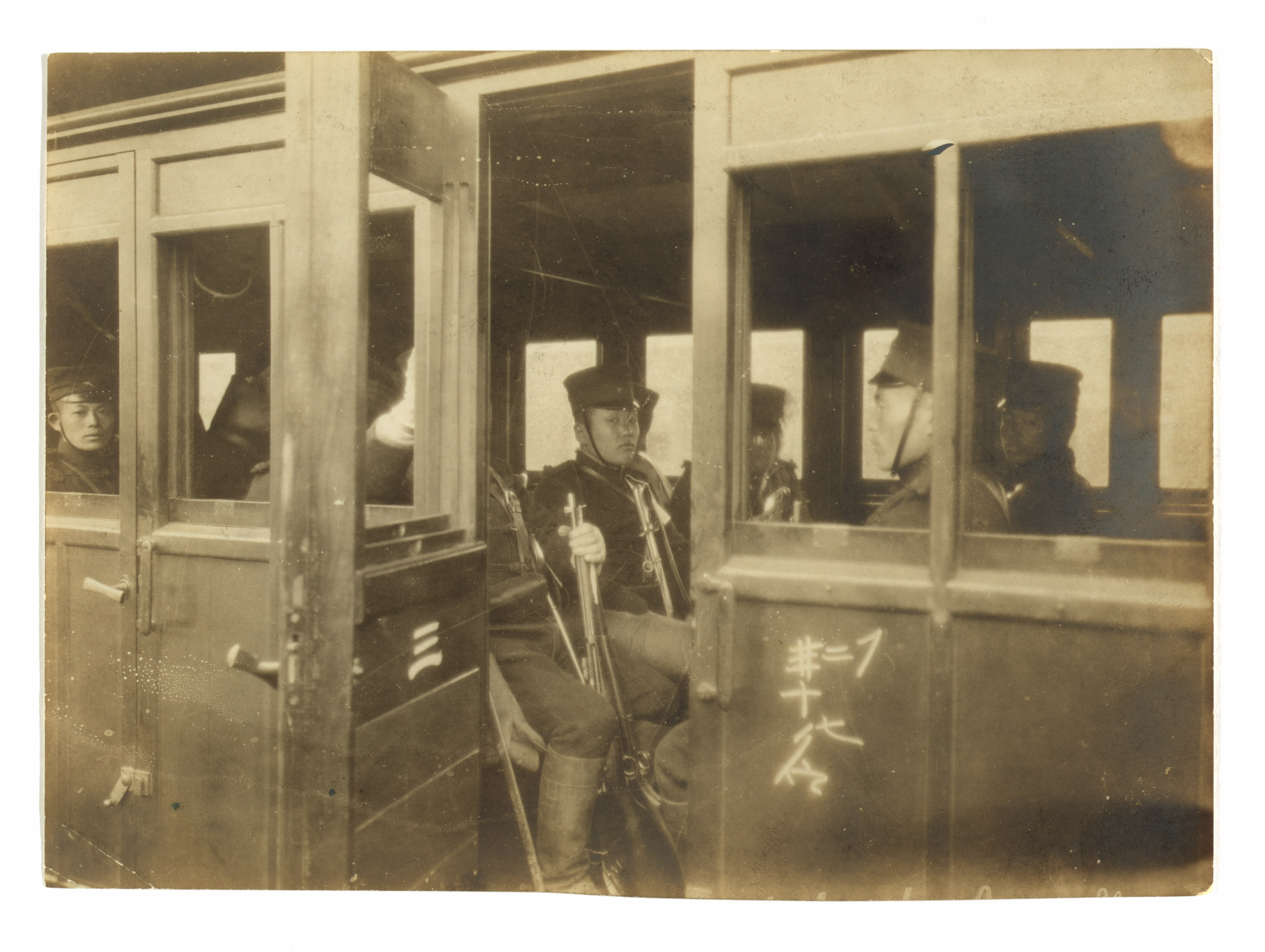
L'infanterie japonaise quittant Tokyo, 1904.
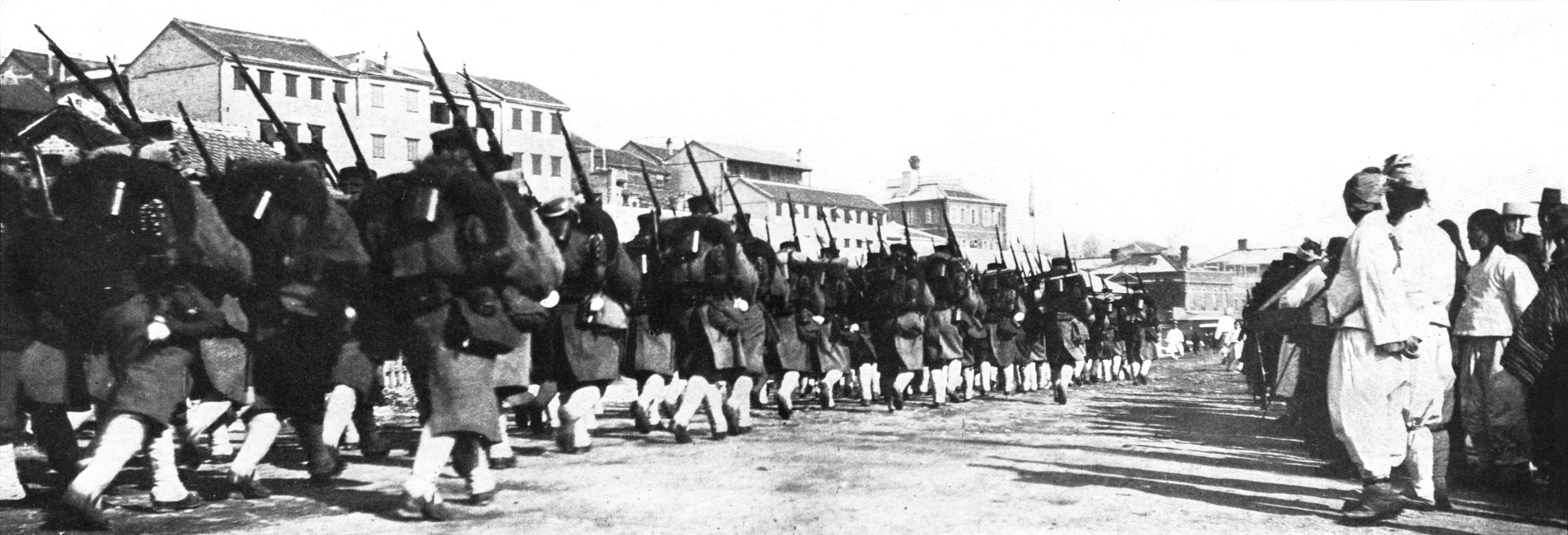
L'infanterie japonaise défilant dans les rues de Séoul, 1904.
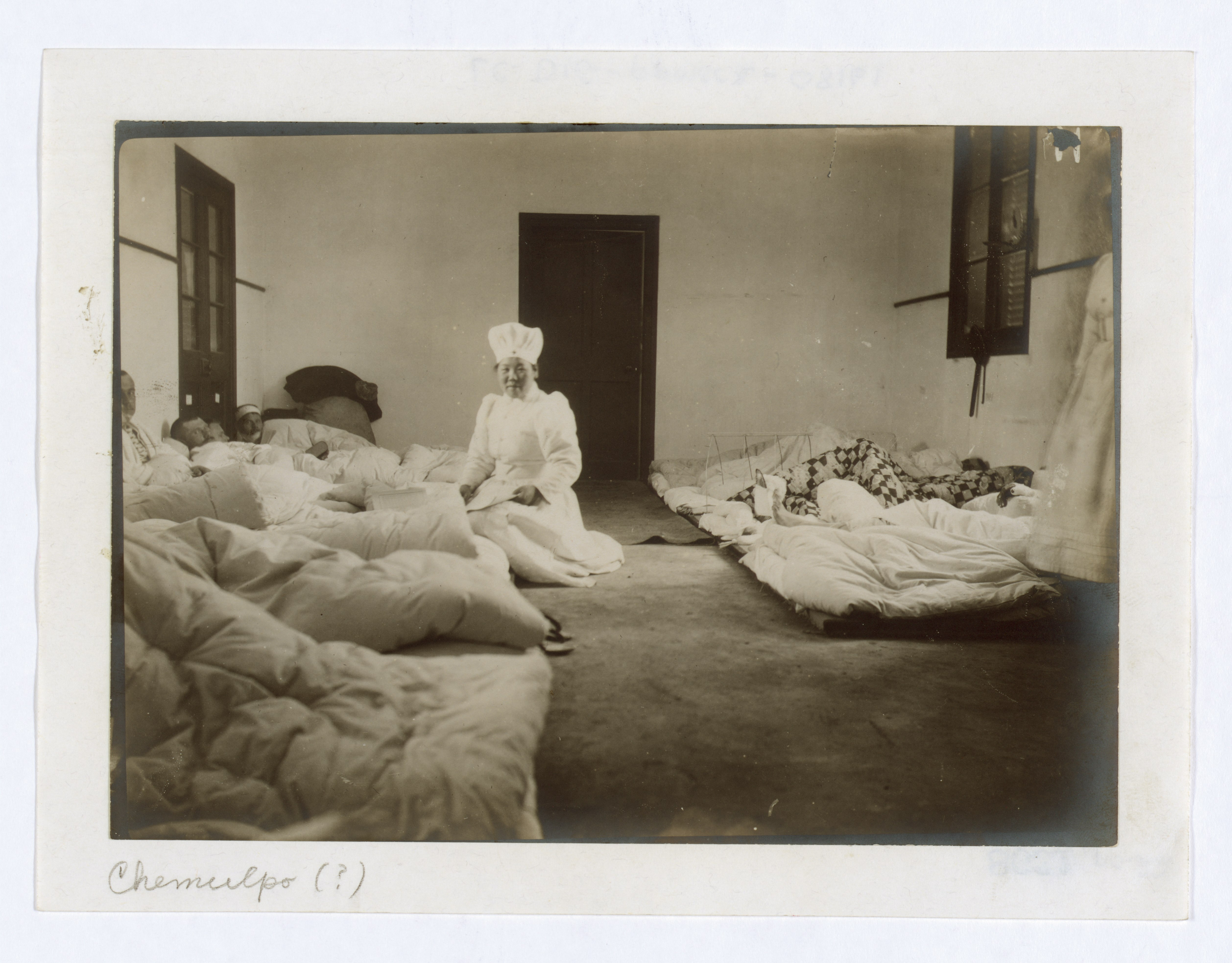
Infirmière japonaise de la Croix-Rouge veillant sur des soldats russes blessés, 1904.
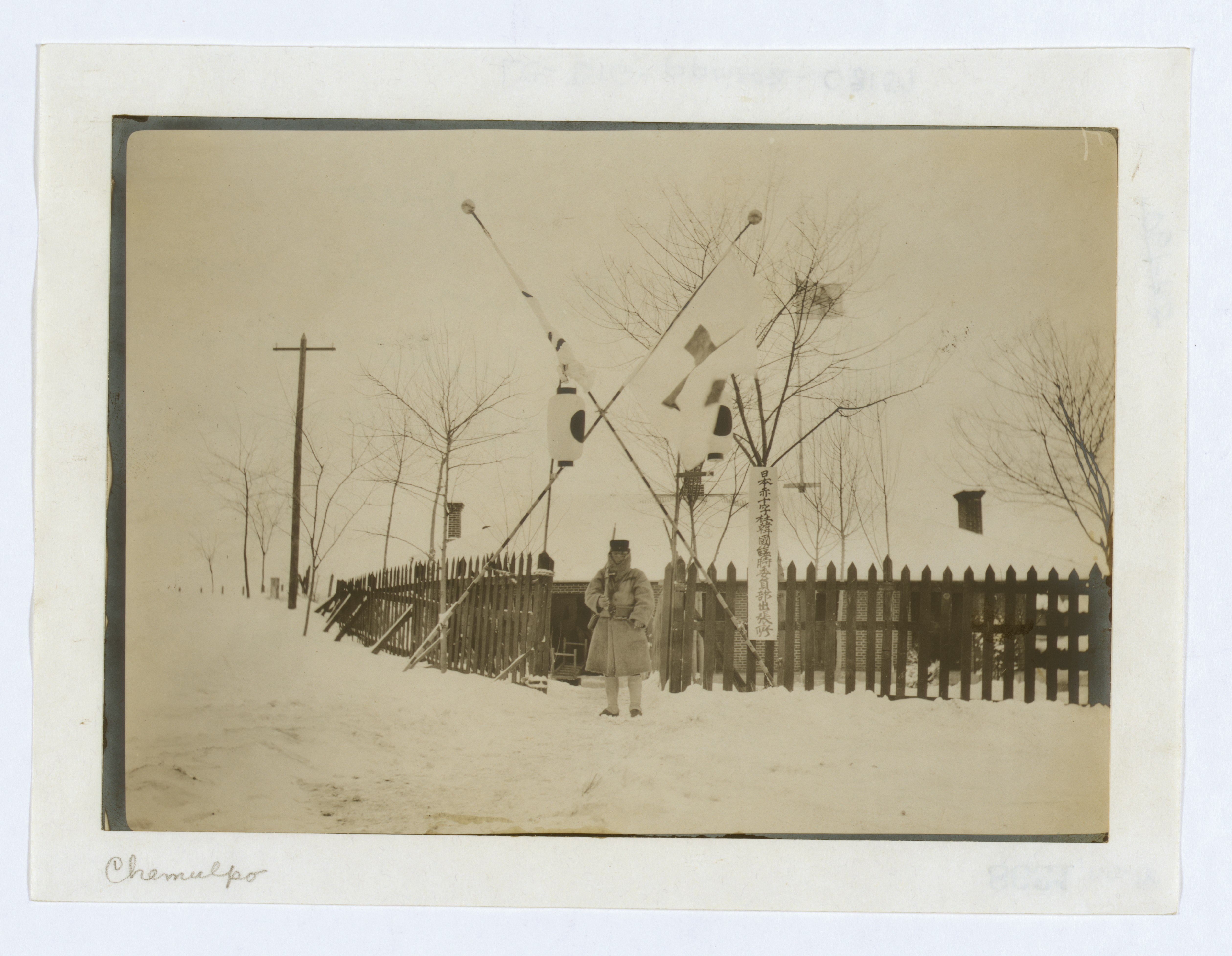
Extérieur de l'hôpital de la Croix-Rouge à Chemulpo, 1904.
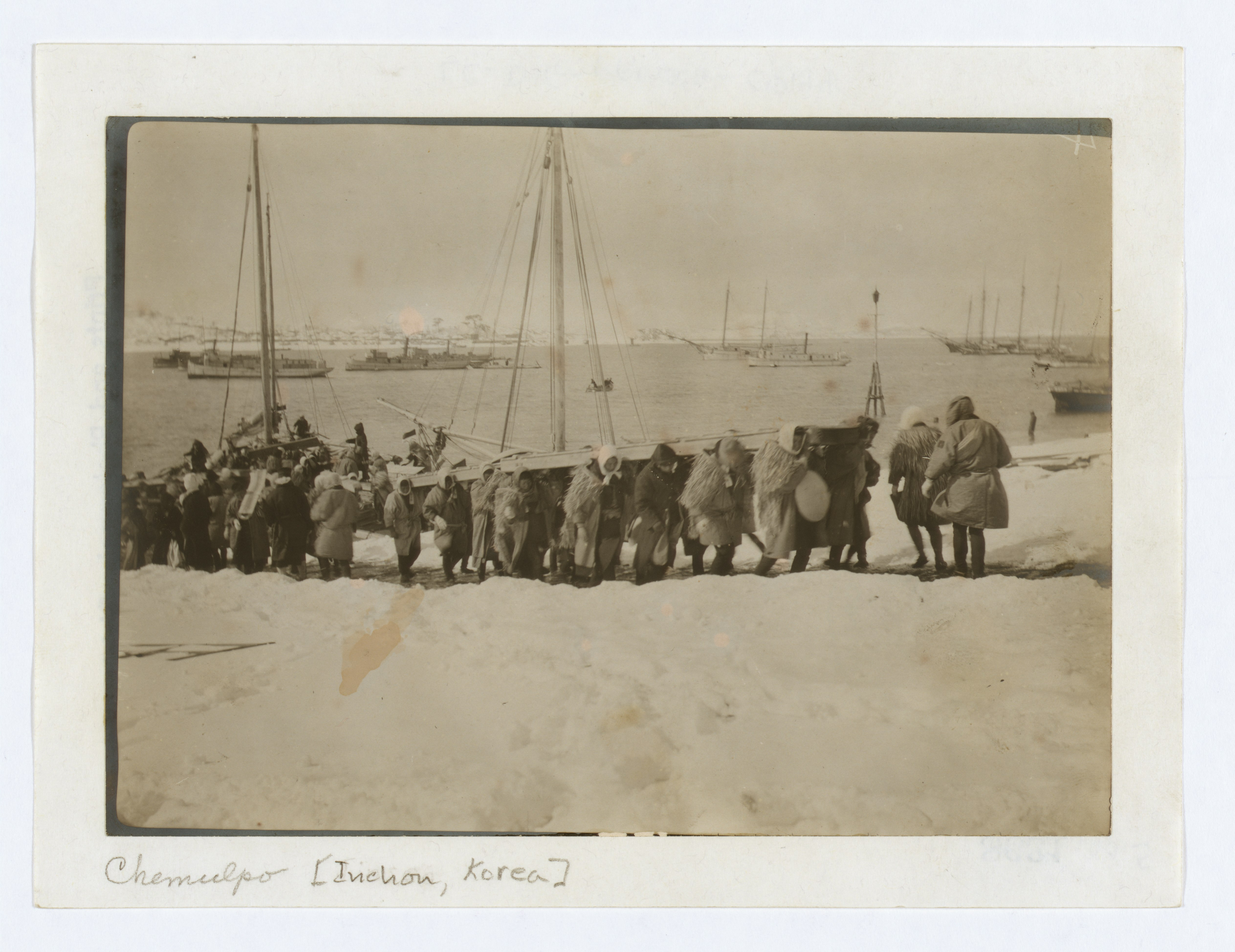
Soldats japonais construisant un quai de débarquement à Chemulpo, 1904.